# Cameron Mackenzie
Cameron Mackenzie, född 10 januari 1970, är en friidrottare från Australien. Han deltog vid olympiska sommarspelen 1996.